# Campelos
Campelos ist eine Kleinstadt (pt:Vila) und ehemalige Gemeinde im mittleren Portugal.

## Geschichte
Die älteste Erwähnung des heutigen Gemeindegebietes stammt aus einer Urkunde des Jahres 1309, in dem Casal da Amieira (als Casal da Ameeyra) erwähnt wird. Die nächste Erwähnung stammt aus dem Jahr 1360, im Zusammenhang mit einer von König D. Pedro I. errichteten Brücke über den Rio Grande (bei Casal das Quintas). 
Der Ort Campelos war Anfang des 17. Jahrhunderts eine der kleinsten Siedlungen der Gemeinde. Bis 1945 gehörte es zur Gemeinde Santa Maria do Castelo e São Miguel, mit der das Gebiet der späteren Gemeinde nicht direkt verbunden war, also eine Exklave bildete. Anfang des 20. Jahrhunderts wurde eine bedeutende Entwicklung eingeleitet: Zuerst der Bau der Kirche von Santo António (1910), der Bau der Grundschule (1949), später fließendes Wasser und elektrischer Strom (1968). Im Jahr 1945 wurde es eine eigenständige Gemeinde.
1995 wurde Campelos zur Kleinstadt (Vila) erhoben.
Im Zuge der Gemeindereform 2013 wurde die Gemeinde Campelos aufgelöst und mit Outeiro da Cabeça zu einer neuen Gemeinde zusammengeschlossen.

## Verwaltung
Campelos war Sitz einer gleichnamigen Gemeinde (Freguesia) im Kreis (Concelho) von Torres Vedras im Distrikt Lissabon, ca. 80 km nördlich von Lissabon. Sie hatte eine Fläche von 24,3 km² und 2811 Einwohner (Stand 30. Juni 2011). Die Einwohnerdichte betrug 115,9 Einw./km².
Folgende Ortschaften und Plätze gehörten zur Gemeinde:
| - Campelos - Carrasqueira - Casais da Lage - Casais do Rijo - Casal Carregado - Casal da Amieira - Casal da Cruz - Casal da Raja | - Casal das Giestas - Casal do Brejo - Casal do Seixo - Casal Vale da Quinta - Casal Vale da Tábua - Casal Vale de Olheiros - Casalinho de Oliveiras - Quinta das Abegoarias |

Mit der Gebietsreform vom 29. September 2013 wurden die Gemeinden Campelos und Outeiro da Cabeça zur neuen Gemeinde União das Freguesias de Campelos e Outeiro da Cabeça zusammengeschlossen. Campelos wurde Sitz der neuen Gemeinde.